# Коптський хрест
Коптський хрест — хрест, що використовується Коптською православною церквою та Коптською католицькою церквою в Єгипті. 
Коптський хрест являє собою дві лінії, що перетинаються під прямим кутом з потроєними кінцями. Оці потрійні кінці означають Святу Трійцю: Вітця, Сина та Святий Дух. А всі кінці разом, тобто чотири по три — дванадцять, символізують Апостолів. 
Старий коптський хрест часто включає коло, що, вважається, успадковано від анкху, де коло означало Бога сонця.
У деяких коптів на внутрішній частині правиці є татуювання у вигляді хреста. 
З причини вишуканого оформлення коптські хрести часто купують туристи. 

Старий коптський хрест
Варіант коптського хреста з гвіздками, якими до Животворного хреста було прибито Ісуса